# 拉特蘭 (印第安納州)
拉特蘭（英語：Rutland）是位於美國印地安納州馬歇爾縣的一個非建制地區。該地的面積和人口皆未知。